# Conquesta del Regne de Nàpols
La Conquesta del Regne de Nàpols foren les campanyes dutes a terme entre 1435 i 1442 que significaren la incorporació del Regne de Nàpols a la Corona Catalano-Aragonesa de mans dels Anjou.

## Antecedents
L'ambició permanent del rei Alfons el Magnànim sempre va ser el Regne de Nàpols, i l'oportunitat li va arribar el 1434 i el 1435 amb la mort successivament de Lluís III de Nàpols i de la reina Joana II de Nàpols, mentre l'hereu Renat I d'Anjou era presoner a la cort de Felip III de Borgonya des de la seva derrota a la batalla de Bulgnéville en 1431.
A la mort de Lluís III de Provença, la reina Joana, que s'establí a Nàpols, va trobar el suport del ducat de Milà i del papat, irritat per l'acostament d'Alfons el Magnànim a Fèlix V i el Concili de Basilea, mentre la República de Florència i la República de Venècia es mantenien al marge. L'ambaixador de Felip Maria Visconti a Gaeta, Ottolino Zoppo, el va advertir de la possibilitat que Alfons el Magnànim, que ambicionava el Regne de Nàpols, ataqués el seu port, i el servís de cap de pont per les seves ambicions, i Visconti va enviar Francesco Spinola amb 800 homes, dels quals 400 eren ballesters, a defensar la ciutat

## Campanyes
A la mort de Lluís de Provença, el Magnànim es trobava a Sicília després de fer expedicions contra l'illa de Gerba (1432) i Trípoli (1434), es dirigí contra Gaeta i la ciutat fou assetjada per terra i per mar, i van començar els treballs d'expugnació pels assetjants, amb l'ús de bombardes.
Els genovesos, esgotats financerament per les contínues guerres del duc Felip Maria Visconti, van fer un últim esforç i armar una flota de 12 navilis, dues naus, tres galeres i una galiota, amb 2.400 homes a bord, i es va encomanar l'armada a Biagio Assereto. L'expedició es va dur en secret i va salpar passant Recco i Portofino, en direcció Sud, preparant-se amb cura per fer front a la flota numèricament superior d'Aragó, composta per 31 naus. Assereto sabia que Spínola havia estat ferit, que la resistència estava en el seu nivell més baix.
Segur de la victòria, amb una flota que doblava la genovesa en nombre de naus, i de mida més gran, Alfons el Magnànim i molts nobles van acompanyar la flota, deixant a la rereguarda Pere d'Aragó i d'Alburquerque amb les galeres. Els genovesos, que només comptaven amb mariners i soldats experts, van fer servir la boira i van disparar focs artificials, fent creure als catalans que es dispersaven, provocant el desordre en la flota aragonesa, farcida de gent poc avesada a la lluita al mar, que dificultava la tasca als mariners i soldats.
Alfons el Magnànim fou vençut i fet presoner junt amb els infants Joan i Enric i bona part de la noblesa catalanoaragonesa, i només una nau va poder escapar, fent 600 morts i 5.000 presoners, enviats Felip Maria Visconti al duc de Milà, i senyor de Gènova. Es va demanar un rescat de 30.000 ducats, la reina Maria de Castella va convocar les Corts de Montsó per obtenir fons per alliberar-los. La reina mare, Elionor d'Alburquerque, va morir de pena per l'empresonament dels seus fills poc després de saber la notícia.
El Magnànim i el duc de Milà van acordar el suport mutu pel tractat de Milà, en la demanda del tro de Nàpols el primer, i en la disputa contra els Sforza i el Papat del segon, i el Magnànim fou alliberat en octubre. El canvi d'aliances de Milà va revoltar els genovesos el Nadal de 1435, matant al governador milanès.
Pere d'Aragó i d'Alburquerque, germà del Magnànim i que havia escapat de la derrota, finalment prengué Gaeta el 25 de març de 1435, on Alfons hi feu entrada el 2 de febrer de 1436, i el mateix any, de Terracina.
Alfons, que sortí de Capua amb l'estol, prengué ràpidament la major part del regne, i nomenà cabdill de les seves forces al regne al condottiere Francesco Piccinino per lluitar contra els Estats Pontificis. En 1437 inicià des del Castell Nou i el Castell de l'Ou el setge de Nàpols, defensada per Antonio Caldera, que resistì i s'hagué d'aixecar el setge per l'atac de les forces papals l'abril de 1437, comandades per Joan Vitellesco de Cornetto que assetjaren Capua on es reuniren amb les de Caldora, aprofitant que Alfons havia iniciat el setge d'Aversa, que hagué d'aixecar per socòrrer Capua, i els angevins es retiraren a Nàpols.
Vitellesco fou derrotat en la batalla del Voltorno i Antonio Caldora a la batalla de Pescara per Andrea Matteo Acquaviva II, Francesco Piccinino i Sebastià d'Amicis, mentre Giovanni Antonio del Balzo Orsini, el príncep de Tàrent era capturat a la batalla de Montefusco per Cornetto, qui prenia Avellino i L'Aquila. En 1437, els prínceps de Tarent i Caserta es passaren al partit angeví, mentre Antonio Colonna, el príncep de Salern, es passava a l'aragonès.
A finals de 1437 s'establí una treva fins al març de 1438, que fou trencada pels angevins el dia de Nadal amb un atemptat fallit i poc després Renat d'Anjou obtenia la llibertat de Felip III de Borgonya per 200.000 dobles d'or, aconseguint reforçar Nàpols i centrant-se a consolidar els Abruços per establir una base per atacar els catalans, i enviant Caldora a Calàbria, però va retornar en ser atacades les seves pròpies possessions. Aprofitant l'absència de Renat, Alfons posà de nou setge de la capital, on l'octubre del 1438 infant Pere morí, i l'estiu següent el Castell Nou, que els catalans havien conservat, s'hagué de rendir. Però poc després Alfons ocupà Salern i Aversa, i derrotà els angevins a la batalla de La Pelosa, i el gener del 1441 conquerí Benevent. A la fi d'aquell any posà novament setge a Nàpols i ocupà Cosenza i Bisignano.
Alfons esdevingué rei de Nàpols, tal com desitjava amb la victòria catalano-aragonesa el 2 de juny de 1442, d'on fugí Renat d'Anjou amb una galera, guanyant tots els seus enemics: Florència, Venècia, el Papat, i els partidaris angevins a Nàpols, tot i que Ramon de Boïl i Montagut encara lluità als Abruços contra Francesc I Sforza.
Eugeni IV i Alfons el Magnànim van negociar un arranjament de les seves diferències en la primavera de 1443, donant lloc a un acord formal a Terracina el 14 de juny 1443. Sota els termes d'aquest tractat Eugeni va reconèixer Alfons com a rei de Nàpols i del seu fill Ferran com a successor, consolidant la conquesta del Regne de Nàpols, a canvi del reconeixement d'Eugeni com a papa, i retirar el suport a Fèlix V i el Concili de Basilea.

## Conseqüències
Convertit en un príncep italià, amb la mort de Felip Maria Visconti en 1447 Alfons el Magnànim va aspirar poc després a la successió com a duc de Milà, on es va proclamar la República Ambrosiana, i va participar en les aliances i lluites consegüents per l'hegemonia a Itàlia, que van facilitar la penetració de les grans potències a la península. En un bàndol van lluitar Milà, sota la direcció de Francesc I Sforza, i la República de Florència, darrere dels quals hi havia el Regne de França, i en l'altre el Ducat de Nàpols, la República de Venècia, el papat i l'Imperi.
Alfons el Magnànim, que seguia mantenint les aspiracions damunt Còrsega, va continuar la guerra naval amb Gènova i per lluitar contra els otomans, el capitost albanès Skanderbeg es feu vassall d'Alfons i en 1451 el català Bernat Vaquer ocupà el castell de Croia i Ramon d'Ortafà hi fou enviat com a virrei d'Albània i posteriorment nomenat virrei d'Albània, de Grècia i d'Eslavònia, mentre Joan Claver esdevenia virrei d'Epir i de Morea. La corona del Regne d'Hongria li fou oferta per János Hunyadi i d'altres magnats hongaresos. L'almirall Bernat I de Vilamarí ocupà i fortificà Castellroig, operà a la desembocadura del Nil i hi incendià els vaixells enemics, es llançà damunt el litoral de Síria i hi repetí la gesta. Joan de Nava, mariner castellà al servei d'Alfons, s'esforçà per tal d'establir-se a Xipre.
En tots aquests esforços, ni Constantinoble ni Terra Santa no foren oblidades. Constantinoble es trobava gairebé a les mans dels turcs; per tal de mobilitzar una croada, Alfons envià ambaixadors al Preste Joan de les Índies (el negus d'Etiòpia), a l'emperador de Trebisonda, Joan Comnè, al de Constantinoble, Constantí Paleòleg, i al kan de Pequín (1452). Però Constantinoble caigué el 29 de maig de 1453. Després del desastre, Alfons procurà, tanmateix, d'afermar la penetració als Balcans.
Les Guerres de Llombardia no van modificar el mapa polític, però la caiguda de Constantinoble en 1453 va despertar el temor d'una amenaça otomana sobre Itàlia i els territoris venecians de l'Egeu, el que va propiciar el tractat de Lodi entre Milà i Venècia en 1454, a la qual després es van adherir Florència i Nàpols. L'objectiu dels signants, que començaven a témer l'hegemonia francesa, va ser mantenir l'equilibri interior de la península italiana.